# Sidney (auteur)
Paul Ramboux, dit Sidney, né le 24 mai 1932 à Laeken (province de Brabant) et mort le 5 octobre 2023 à Jette (région de Bruxelles-Capitale), est un dessinateur réaliste belge de bande dessinée.
Il est le dessinateur de la série Julie, Claire et Cécile, qu'il anime sur des scénarios de Bom depuis 1982, mais a été un pilier de Tintin dès les années 1960.

## Biographie
Paul Ramboux naît le 24 mai 1932 à Laeken, une commune bruxelloise. Après ses études à l'Institut Saint-Luc de Bruxelles, il rejoint le journal Tintin, où il travaille comme metteur en pages dans le studio. Après quelques années, il réalise ses premières bandes dessinées sur des scénarios d'Yves Duval en 1958.
Il publie des bandes humoristiques pour Junior. Il travaille également pour Spirou sous des pseudonymes comme Kovak ou Malois. Il y illustre une soixantaine de Belles Histoires de l'Oncle Paul, ainsi qu'une longue biographie de Marco Polo. Par la suite, il réalise plusieurs courts récits avec l'écrivain Jacques Acar sur la guerre civile américaine, pour le magazine Record. Pour cette même publication, il lance la série réaliste western Jim Steward avec le même scénariste. 
En 1982, il revient à Tintin avec sa série Julie, Claire, Cécile, un trio de jeunes filles dans un style semi-réaliste, qu'il réalise avec le scénariste Bom.
En outre, il contribue aux albums collectifs Parodies 2 - ... par leurs vrais auteurs ! (M.C. Productions, 1988), Téléthon (Le Lombard, 1990) et Super BD vacances (Standaard Uitgeverij, 1996).
Il meurt le 5 octobre 2023 à Jette, à l'âge de 91 ans,. Il est incinéré au crématorium d'Uccle le 12 octobre 2023.

## Œuvres publiées

### Albums de bande dessinée

#### Jim Steward(2006-2017)
- 1. Jim Steward, Éditions Hibou, Bruxelles, 2006
Scénario : Jacques Acar - Dessin : Sidney - Couleurs : noir et blanc -  (ISBN 2874530077)
- 2. Jim Steward Tome 2[20], Éditions Hibou, coll. « Traits pour traits », Écaussinnes, 24 octobre 2013
Scénario : Jacques Acar - Dessin : Sidney - Couleurs : noir et blanc -  (ISBN 9782874530609),Contient : L'Héritage de Jim Steward ; Cour martiale ; Les Frères ennemis.
- 3. Le Convoi, Éditions Hibou, 23 février 2017
Scénario : Jacques Acar - Dessin : Sidney - Couleurs : quadrichromie -  (ISBN 9782874530944),Format à l'italienne.

#### Gomez et Gonzalez(2016)
- Les Plumes des conquistadores, Éditions Hibou, 21 janvier 2016
Scénario : Jacques Acar - Dessin : Sidney - Couleurs : quadrichromie -  (ISBN 2-7493-0185-8)[21]

### Collectifs
- 2. Parodies 2 - ... par leurs vrais auteurs ![23], M.C. Productions, Toulon, novembre 1988
Scénario : collectif - Dessin : collectif dont Sidney - Couleurs : quadrichromie -  (ISBN 2-87764-011-6),Participation : Julie, Cécile, Claire... (2 planches).
- Téléthon[24], Le Lombard, Bruxelles, juin 1990
Scénario et couleurs : collectif - Dessin : collectif dont Sidney -  (ISBN 2-8036-0894-4)
- Super BD vacances, Standaard Uitgeverij, Anvers, juin 1996
Scénario et couleurs : collectif - Dessin : collectif dont Sidney

#### Livres
: document utilisé comme source pour la rédaction de cet article.
- Jean Van Hamme, Introduction à la bande dessinée belge, Bruxelles, Bibliothèque royale de Belgique, 1968, 80 p., ill. ; 26 cm (lire en ligne), p. 41[catalogue] publié à l'occasion de l'exposition La bande dessinée en Belgique, Bibliothèque Albert Ier, [Bruxelles], du 29 juin au 25 août 1968.
- Henri Filippini, Dictionnaire de la bande dessinée, Paris, Bordas, 1989, 731 p., ill. ; 27 cm (ISBN 2-04-018455-4, OCLC 1244909550, BNF 35065653, présentation en ligne), p. 285, 674. .
- Jean-Louis Lechat, Un demi-siècle d’aventures t. 2 : 1970 - 1996, Bruxelles, Le Lombard, 5 décembre 1996, 224 p., ill. ; 31 cm (ISBN 280361233X, OCLC 37995939, BNF 37539082, présentation en ligne), p. 42, 55, 100, 141, 143. .
- Jacques Fiérain, « Sidney », dans La BD à Bruxelles et en Brabant, Charleroi, Éd. l'Âge d'or, avril 2003, 144 p., ill. ; 31 cm (ISBN 9782960119664 et 2960119665, OCLC 470388171, présentation en ligne), p. 126. .
- Philippe Mellot, Michel Denni, Laurent Turpin et Isabelle Morzadec, Trésors de la bande dessinée : BDM 2021-2022 - Catalogue encyclopédique et Argus, Paris, Les Arènes, novembre 2020, 24e éd., 1700 p., ill. ; 23 cm (ISBN 9791037502582, OCLC 1240308146, présentation en ligne), p. 486, 596, 613, 721, 722. .